# Vermont (Illinois)
Vermont – wieś w Stanach Zjednoczonych, w stanie Illinois, w hrabstwie Fulton.